# Esquites

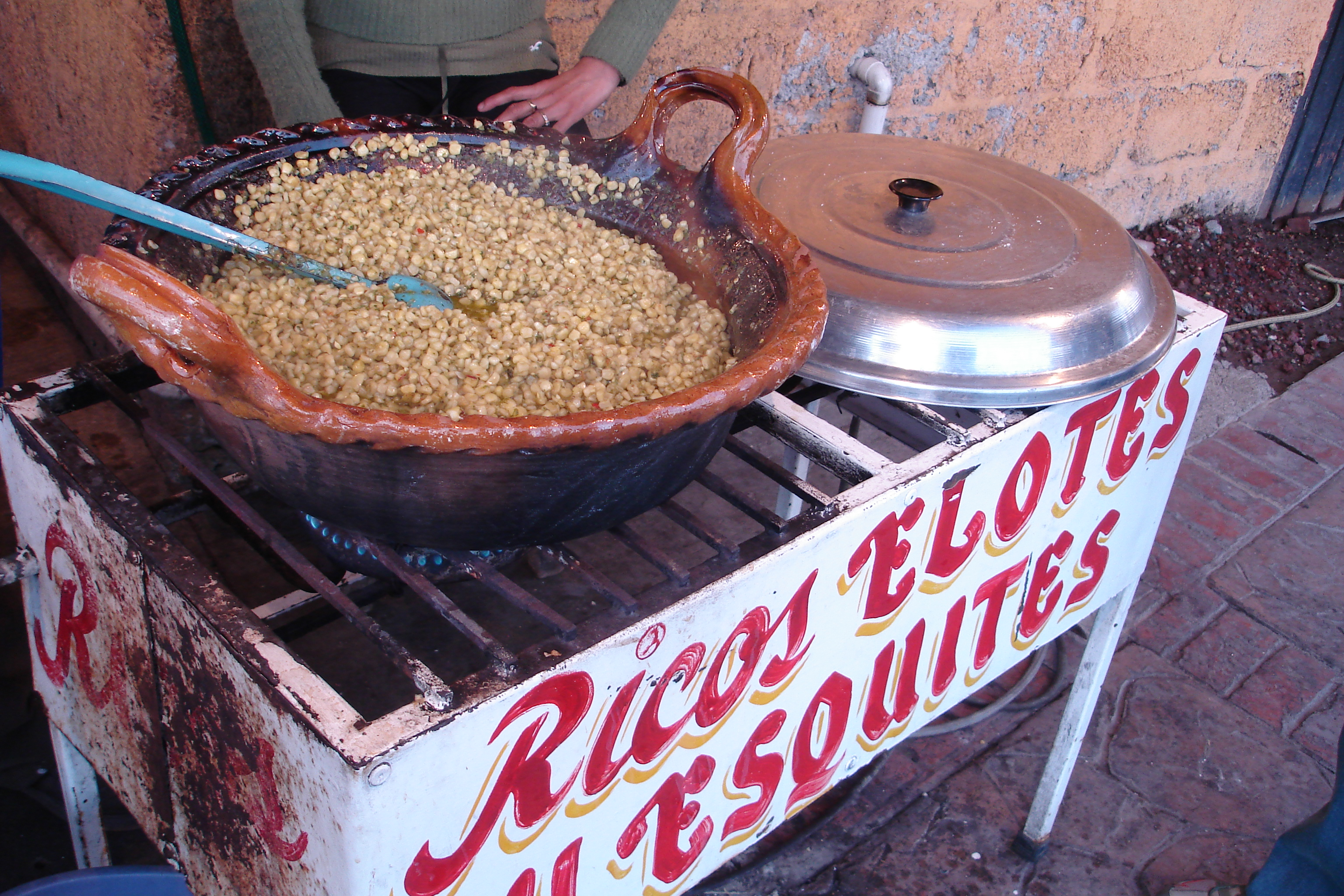
In Butter gebratene Esquites an einem Straßenstand

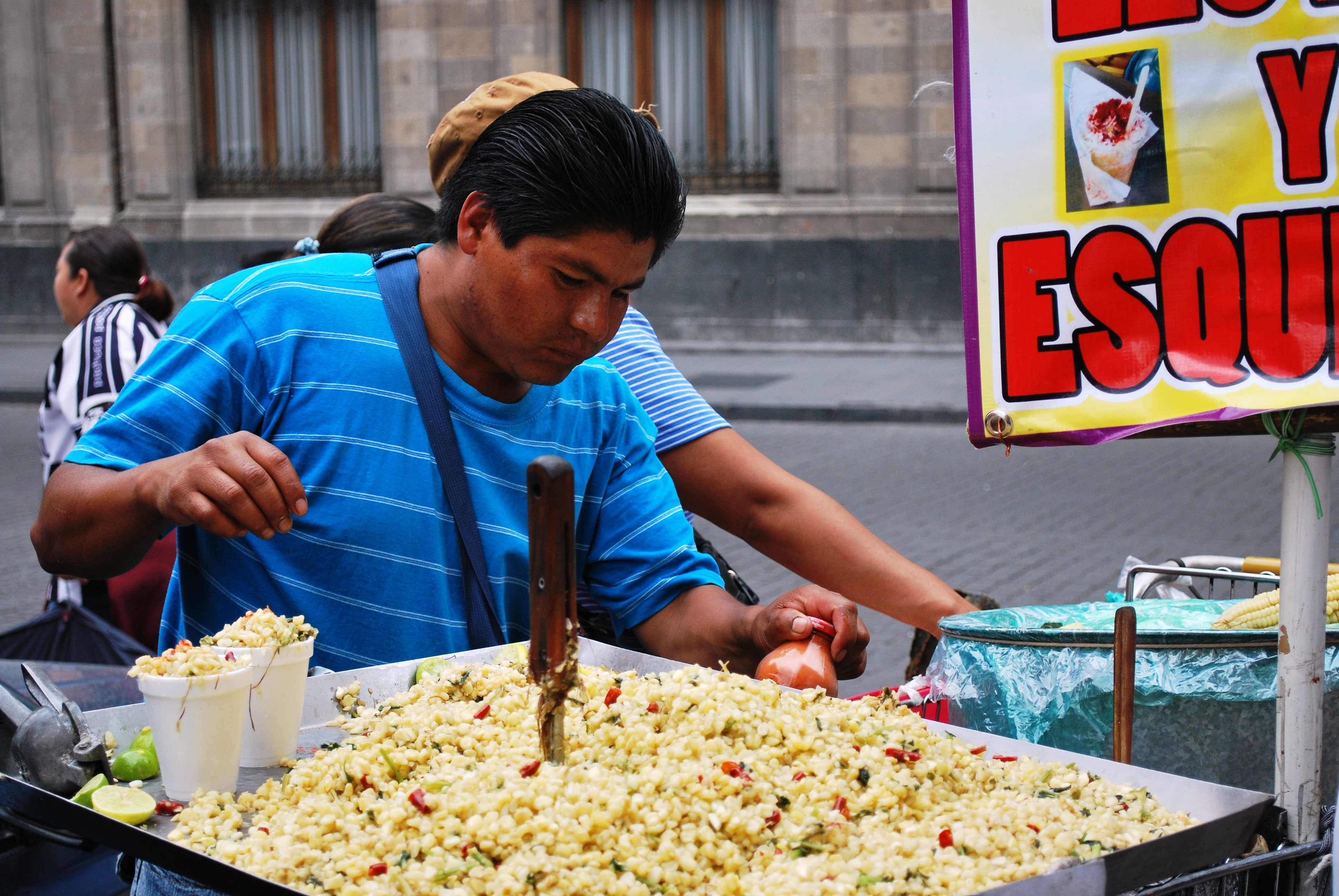
Straßenhändler beim Verkauf von Esquites in Mexiko-Stadt

Esquites (nur Plural, auch ezquites, troles, trolelotes, elote en vaso oder vasito de elotes) ist ein mexikanischer Snack aus zubereitetem Mais. Er ist in ganz Mexiko, vor allem als Antojito (mexikanisches Street Food), verbreitet.
Der Begriff stammt aus der aztekischen Nahuatl-Sprache – ízquitl bedeutet in etwa ‚gerösteter Mais‘ – wenngleich die Zubereitung heutzutage im Allgemeinen durch Braten der Maiskörner erfolgt.
Als Vorspeise oder Beilage ist Esquites auch in den Vereinigten Staaten verbreitet, vor allem in Gegenden mit hohen Anteilen mexikanischstämmiger Immigranten.

## Zubereitung
Die reifen Maiskörner werden zunächst in Salzwasser gegart. Im Anschluss daran werden sie zusammen mit Zwiebeln, Pequin-Chillies, Salz und Epazote in Butter (oder Öl) sautiert. Esquites wird häufig mit Mayonnaise, Limettensaft, Chilipulver und Cotija-Käse in einem Becher serviert und mit einem Löffel gegessen.
Darüber hinaus bestehen in der Zubereitung regionale Unterschiede: Zum Teil wird der Mais in Hühnerbrühe (statt Wasser) gegart oder es wird Sahne oder Frischkäse zugegeben.